# Cleora longifibulata
Cleora longifibulata är en fjärilsart som beskrevs av Fletcher 1958. Cleora longifibulata ingår i släktet Cleora och familjen mätare. Inga underarter finns listade i Catalogue of Life.